# 牛頭角市政大廈

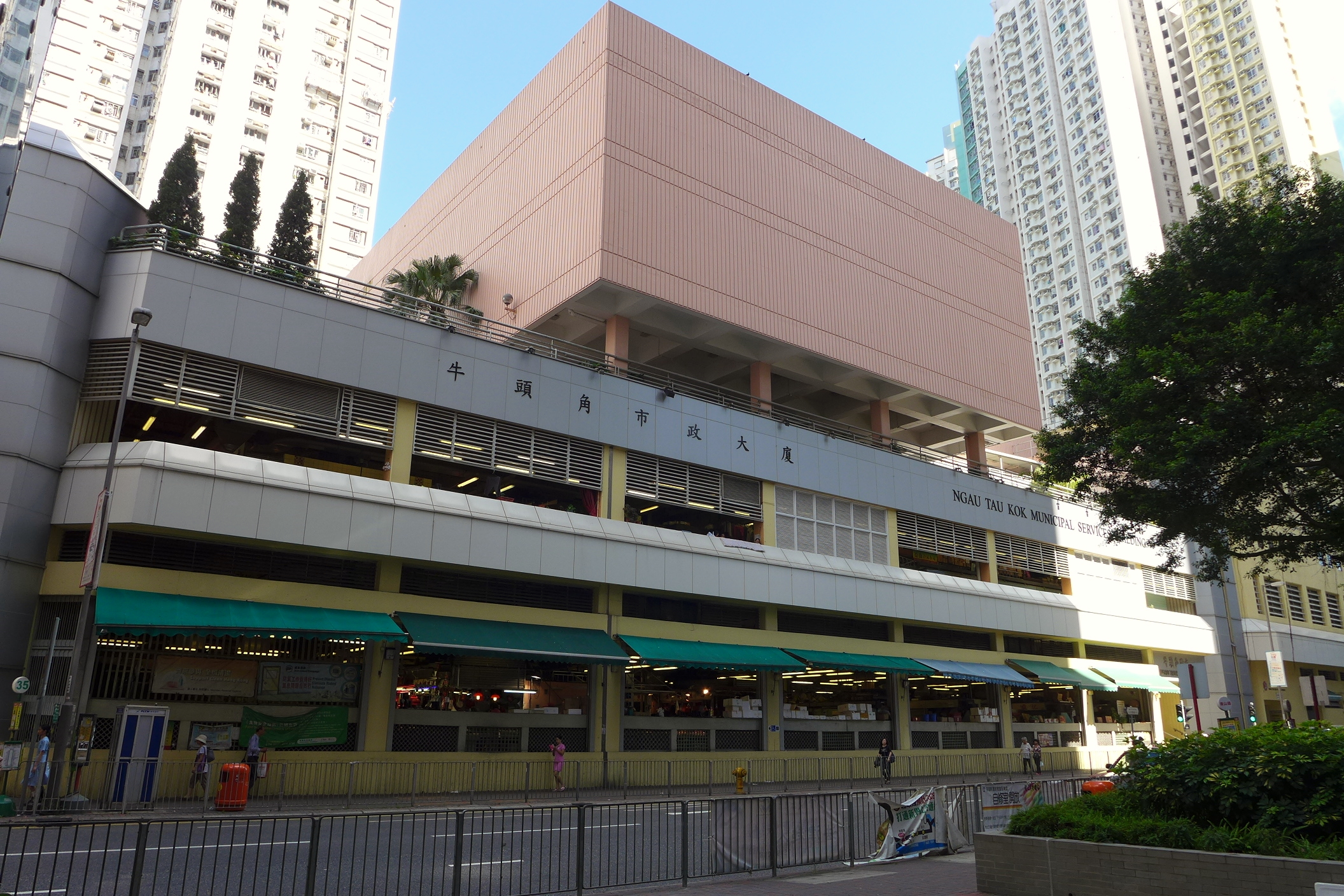
牛頭角市政大廈

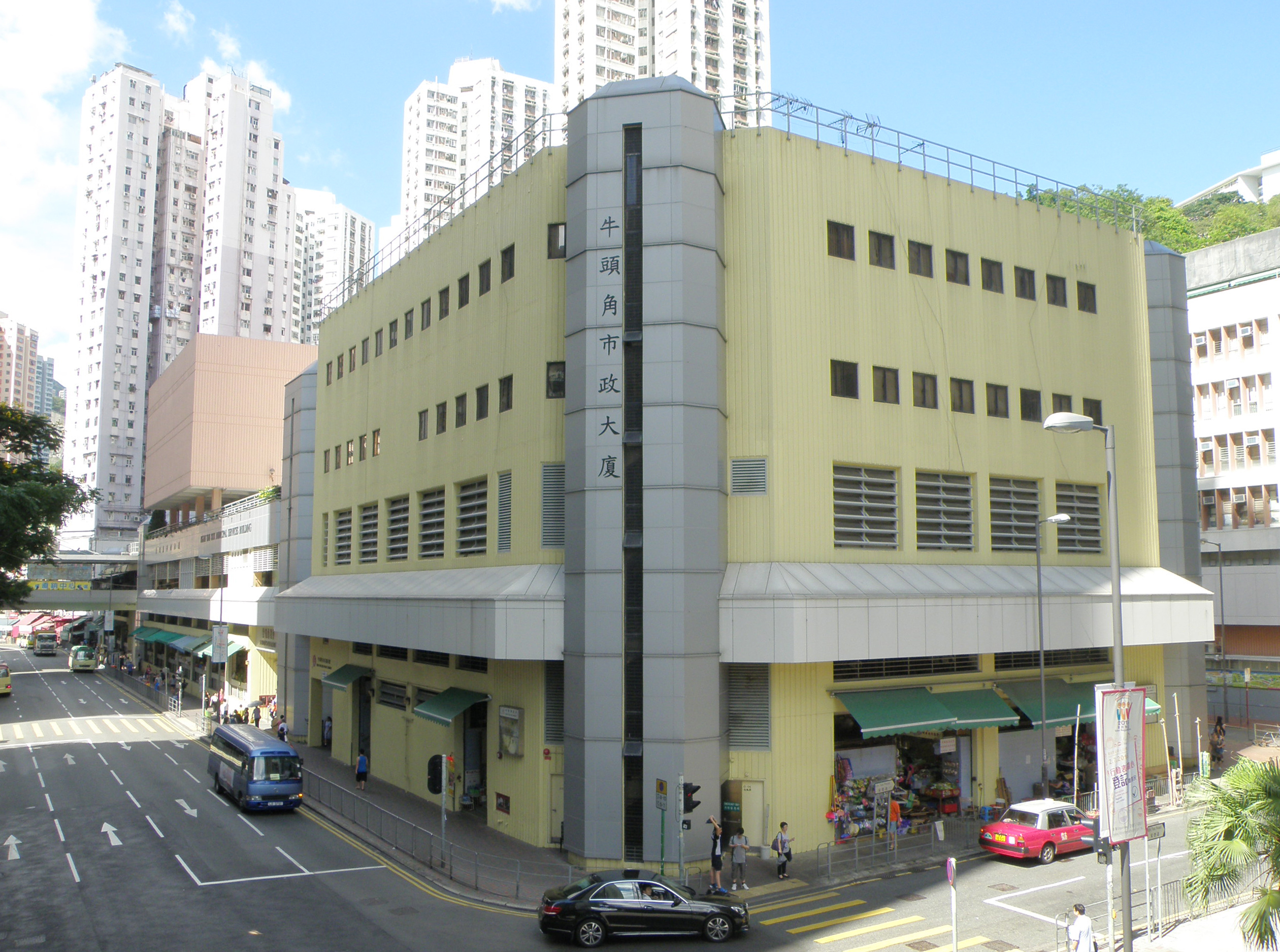
1990年曾經進行擴建的牛頭角市政大廈部份

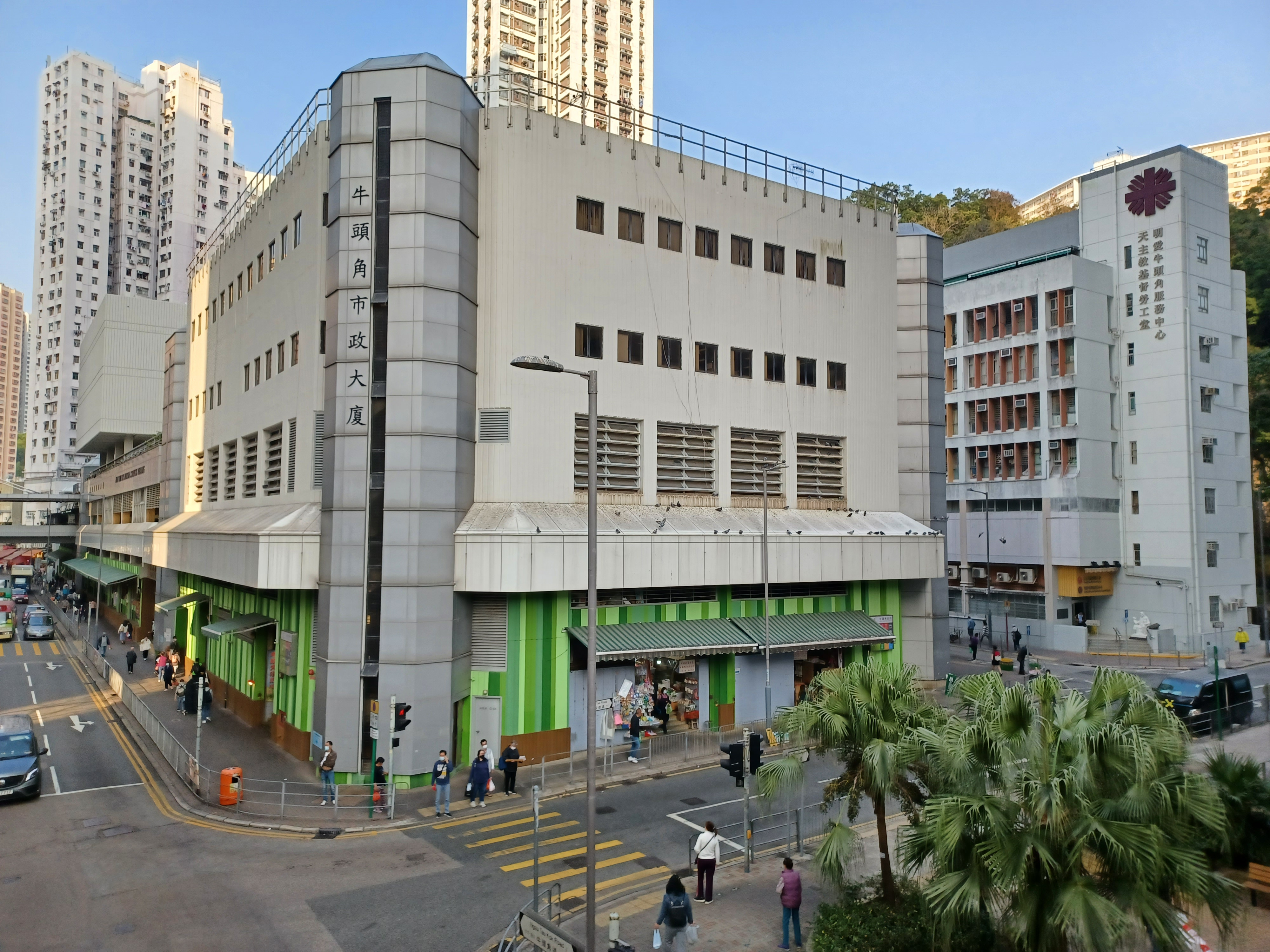
牛頭角市政大廈（2023年）

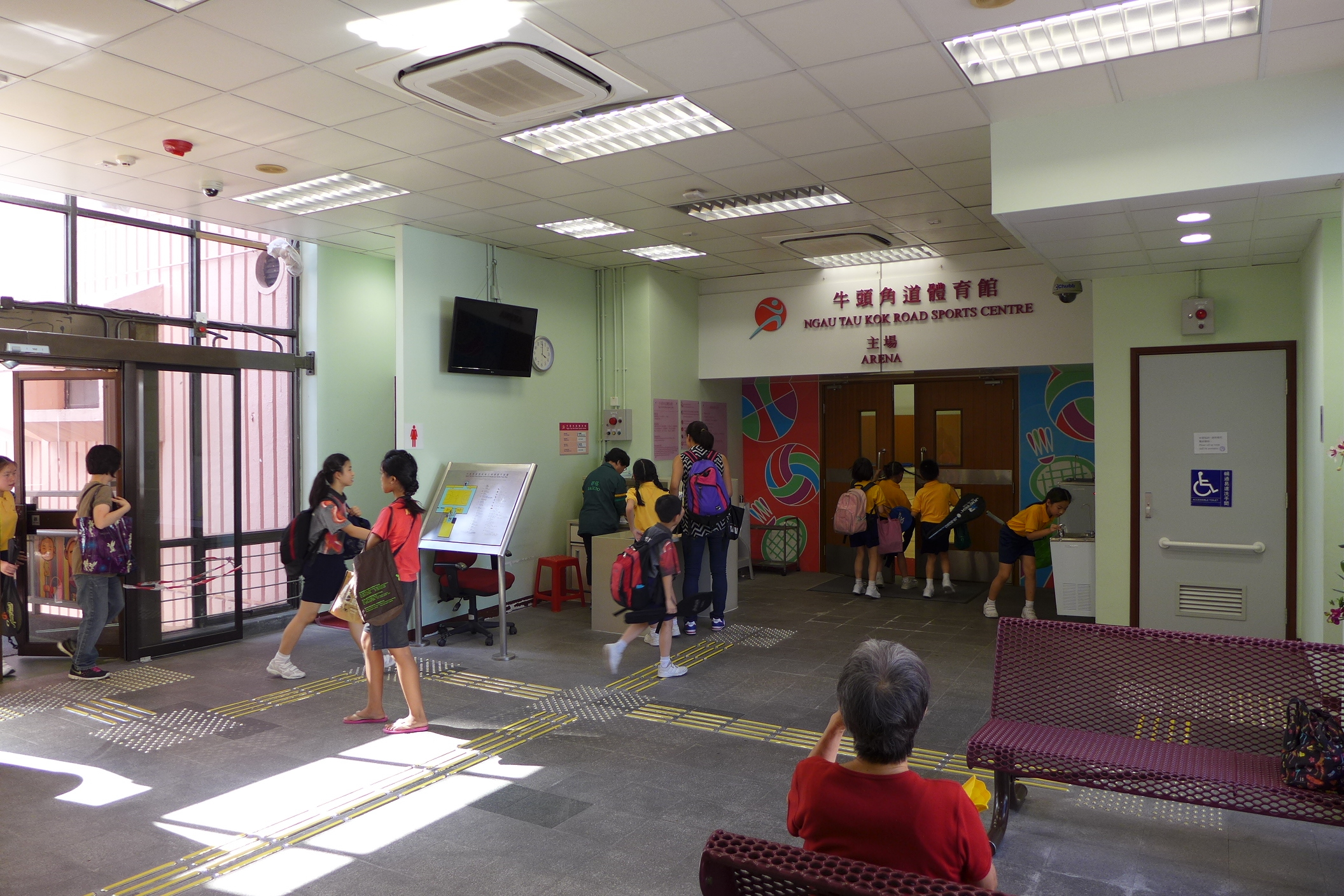
牛頭角體育館

牛頭角市政大廈（英語：Ngau Tau Kok Municipal Services Building）是香港九龍觀塘區牛頭角牛頭角道183號的一座多用途的市政大樓，為新牛頭角邨（落成後稱為安基苑）發展計劃的部份，由房屋署建築師設計，設計風格跟安基苑一樣，大樓於1981年11月落成啟用，其後到1990年曾經進行擴建工程，增加街市樓面面積及增設公共圖書館。市政大廈後面為牛頭角政府合署。牛頭角下邨重建後加建行人天橋，連接牛頭角下邨的行人天橋網絡，可到達港鐵九龍灣站和牛頭角上邨。

## 設施

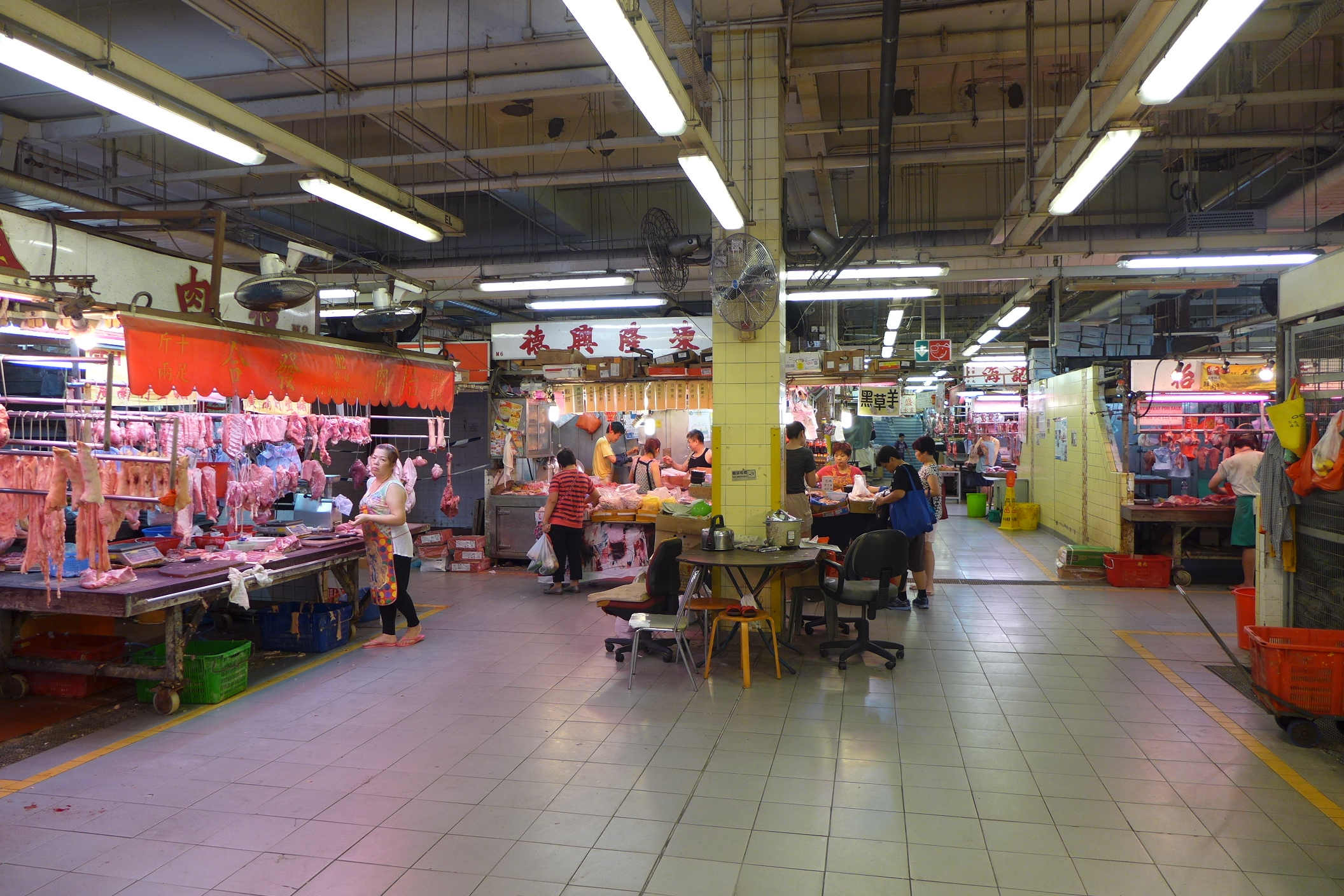
牛頭角街市
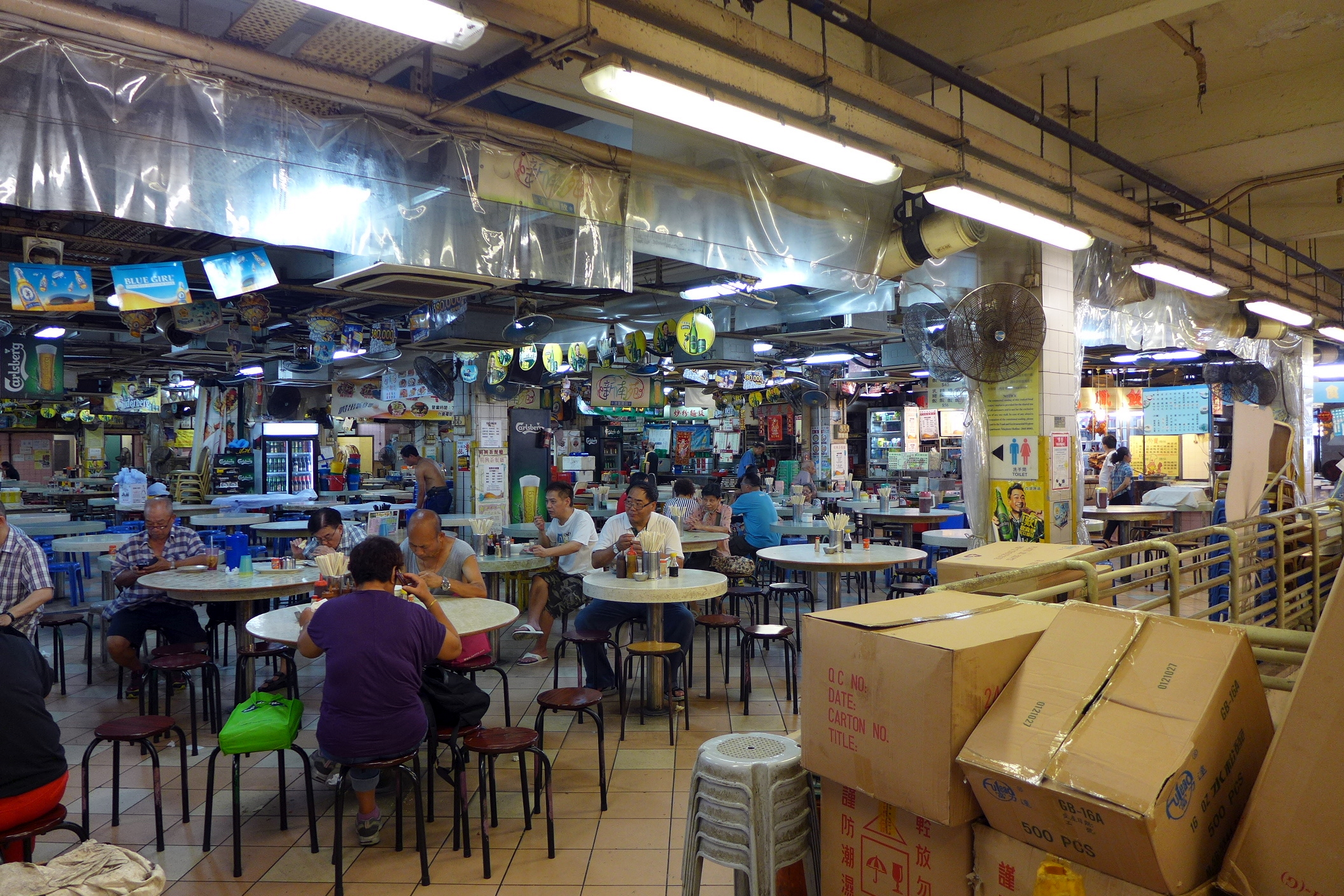
熟食中心
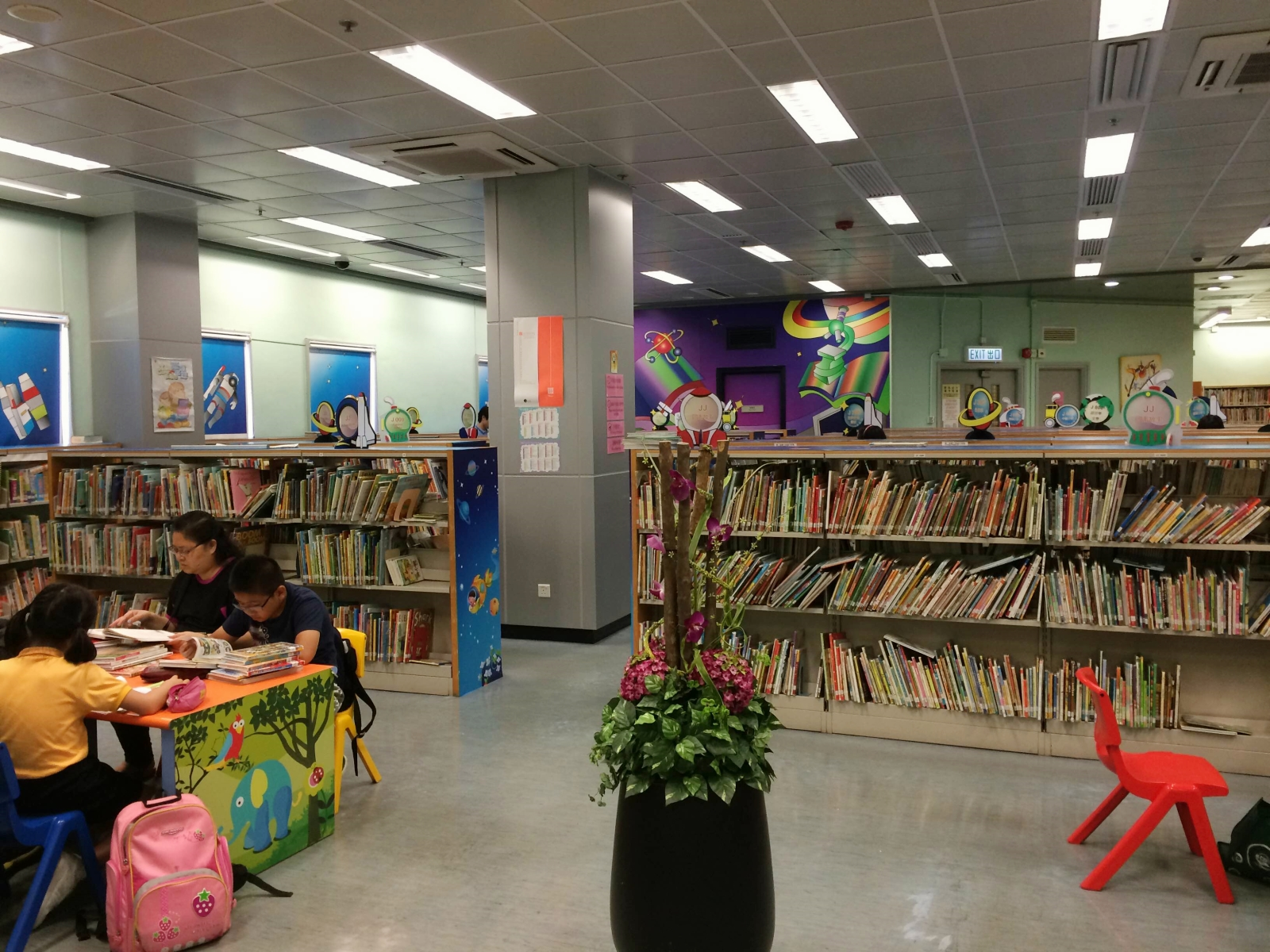
牛頭角公共圖書館
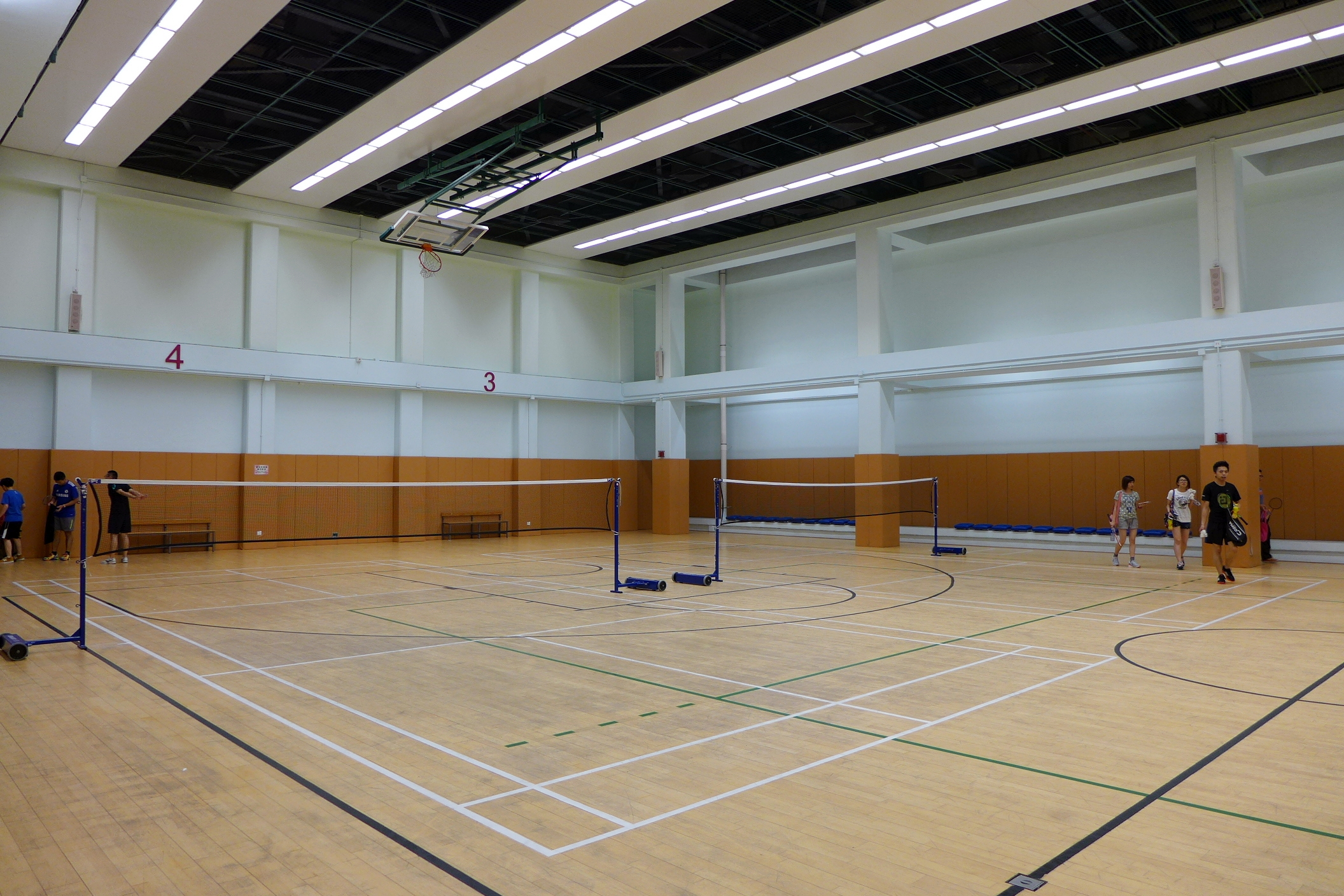
牛頭角道體育館
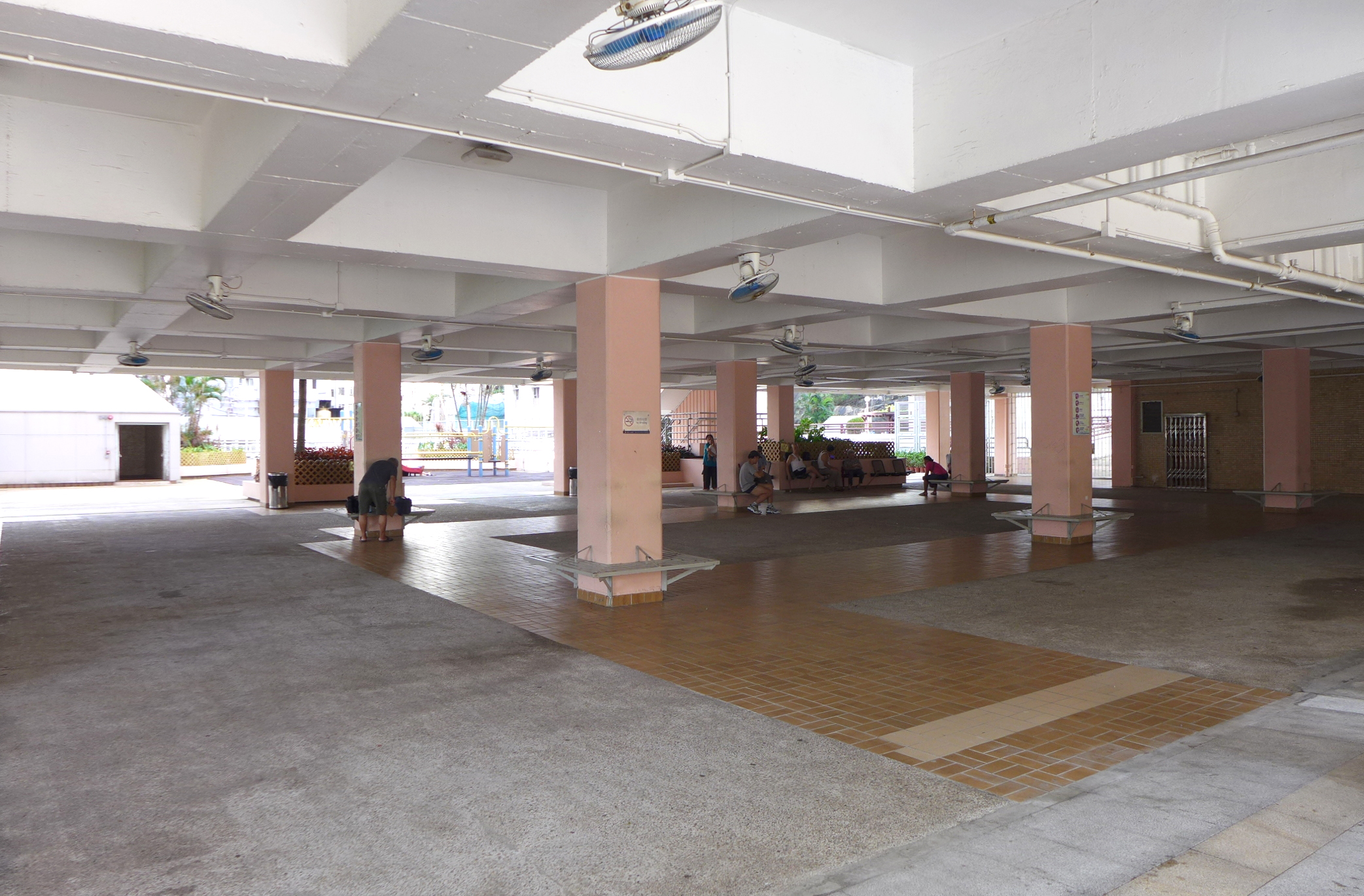
戶外平台

- 牛頭角街市
- 熟食中心
- 牛頭角公共圖書館
- 牛頭角道體育館
- 戶外平台

## 外部連結
- 康文署：牛頭角體育館 （页面存档备份，存于）
- 食環署：牛頭角街市 （页面存档备份，存于）
- 牛頭角公共圖書館 （页面存档备份，存于）